# Gournay-sur-Marne
Pour les articles homonymes, voir Gournay.
Gournay-sur-Marne (prononcé [ɡuʁ.nɛˈsyʁˈmaʁn] ) est une commune française située dans le département de la Seine-Saint-Denis en région Île-de-France, dans la Métropole du Grand Paris.

## Géographie
Située en banlieue parisienne, la commune s’étend sur 1,68 km2 majoritairement pavillonnaire. Limitrophe de la Seine-et-Marne, sa situation géographique en fait une commune excentrée et presque enclavée de son département de la Seine-Saint-Denis.

### Localisation
Gournay-sur-Marne est située à vol d'oiseau à 12 km de l'est de la porte de Vincennes, et à 16,8 km à l’est du centre de Paris. Il s'agit de la commune Seine-Saint-Denis située le plus à l'est et au sud.

### Communes limitrophes
Gournay-sur-Marne est limitrophe des communes séquano-dionysiennes de Noisy-le-Grand, Neuilly-sur-Marne et Gagny à l'ouest, et seine-et-marnaises de Chelles et Champs-sur-Marne à l'est.

Les limites administratives historiques ont notamment été établies en fonction du cours de la Marne, du ru de Nesles, ou encore du tracé de l'ancienne route nationale 34.
| Gagny             | Chelles           | Chelles          |
| Neuilly-sur-Marne | Gournay-sur-Marne | Champs-sur-Marne |
| Noisy-le-Grand    | Champs-sur-Marne  | Champs-sur-Marne |

### Topographie

#### Géologie et relief
Gournay-sur-Marne est située sous la séquence de l'unité paysagère de la Plaine de la Marne incluant la rivière et le relief des plaines environnantes, doublée par le canal de Chelles et centrée sur parc départemental de la Haute-Île. Il s'agit d'une séquence assez courte de 5,7 km se prolongeant en aval jusqu'à Fontenay-sous-bois, Nogent-sur-Marne et Le Perreux-sur-Marne, et en amont jusqu'à Chelles et Champs-sur-Marne.
La commune fait partie du Bassin parisien, un ensemble géologique d'origine sédimentaire relativement homogène. La sismicité de ville est négligeable mais néanmoins non nulle, puisque classée en zone de sismicité de niveau 1 correspondant à une sismicité extrêmement faible.

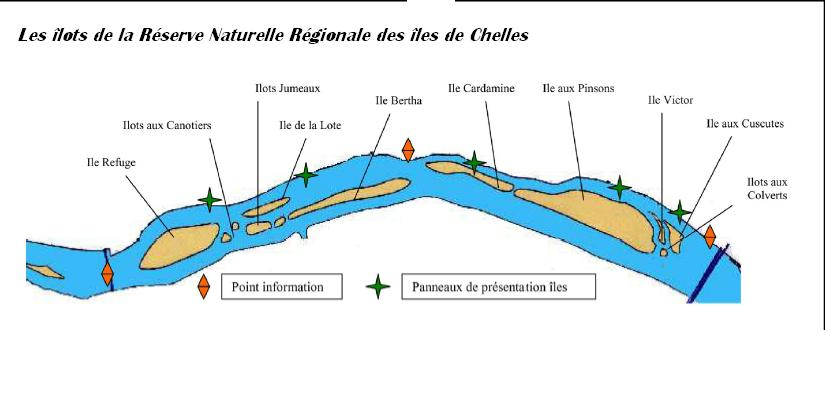
L'île de Gournay correspond au premier îlot à gauche des Îles de la Marne.

Le territoire abrite un îlot sableux dénommé île de Gournay et situé sur la Marne, constituant l'archipel des îles de la Marne et situé en amont de la réserve naturelle régionale des îles de Chelles. Sa première apparition dans les ressources cartographiques date du XVIIIe siècle, en se formant grâce à l'accumulation de sable, terre et branchages durant les crues. La commune a procédé à la végétalisation de son îlot autour des années 2010.
Auparavant, il existait une rive sableuse dénommée « La Plage de Gournay » et surnommée « Le Petit Deauville » très prisée des Parisiens autour des années 1950, notamment pour le loisir de la baignade et des soirées dansantes de sa discothèque. De nos jours la baignade y est interdite et le site abandonné depuis 2012 ; la mairie a procédé à sa destruction en 2021,,, et a lancé un appel à projet citoyen quant au devenir de cet espace.

#### Hydrographie
Le système hydrographique de Gournay-sur-Marne se compose de quatre cours d'eau référencés :
- la Marne, traverse la commune du nord-est au sud-ouest. D'une distance de 525 kilomètres, elle est la plus longue rivière française, prenant sa source sur le plateau de Langres et se jetant dans la Seine entre Charenton-le-Pont, Alfortville et Ivry-sur-Seine, dans le Val-de-Marne. La baignade en Marne est dangereuse et interdite. Le débit, la vase et les rochers provoquent une dizaine de noyades chaque années sur la commune. Sautant de la passerelle du Moulin, ces victimes sont emportées par le courant de la rivière[10],[11],[12],[13],[14]. Les mairies de Gournay-sur-Marne et Chelles ont lancé une campagne de sensibilisation à l'été 2021 afin d'endiguer le phénomène[15],[16] ;
- le ru de Nesles (environ 3 km), établit la limite administrative, à l'est de la commune, entre Gournay-sur-Marne et Champs-sur-Marne. Il s'agit d'un cours d'eau enterré dû à l'urbanisation, qui prenait sa source au bois de Grace pour se jeter dans la Marne au niveau de la passerelle du Moulin ;

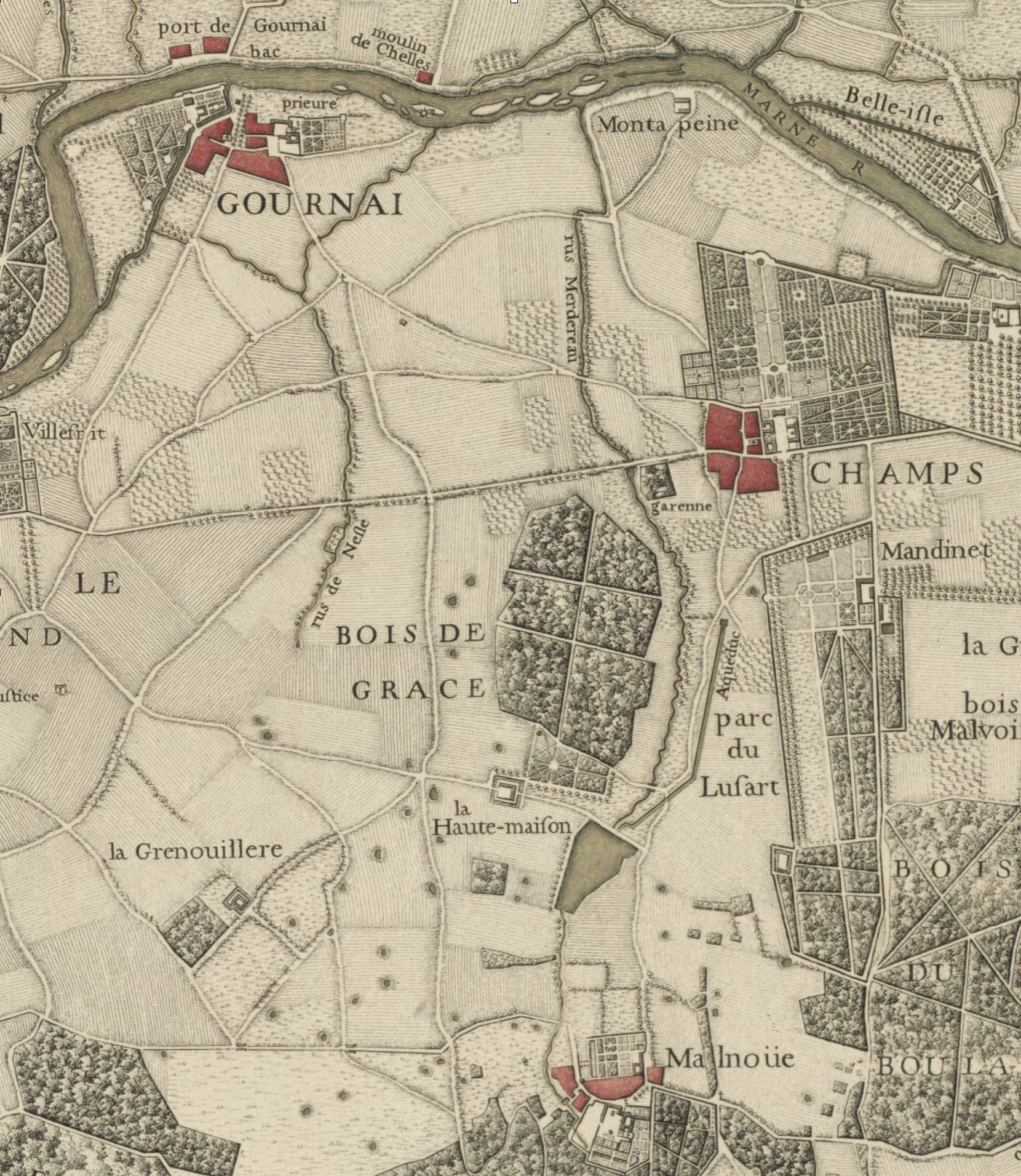
Carte de Delagrive de 1740.

- le bras Saint-Arnoult (environ 300 m), un ancien bras de la Marne devenu un réseau d'eau pluviale  délimitant le parc du château et alimenté par le ru de Nesles qui formait un « Y », Voir la carte de Delagrive 1740 ;
- le canal de Chelles, traverse le nord-ouest de la commune. Situé sur la rive droite de la Marne, il part de  Vaires-sur-Marne pour aller jusqu'à  Neuilly-sur-Marne sur une distance de 8,8 km.

### Climat
Pour des articles plus généraux, voir Climat de l'Île-de-France et Climat de la Seine-Saint-Denis.
En 2010, le climat de la commune est de type climat océanique dégradé des plaines du Centre et du Nord, selon une étude du CNRS s'appuyant sur une série de données couvrant la période 1971-2000. En 2020, Météo-France publie une typologie des climats de la France métropolitaine dans laquelle la commune est exposée à un climat océanique altéré et est dans la région climatique Sud-ouest du bassin Parisien, caractérisée par une faible pluviométrie, notamment au printemps (120 à 150 mm) et un hiver froid (3,5 °C).
Pour la période 1971-2000, la température annuelle moyenne est de 11,8 °C, avec une amplitude thermique annuelle de 15 °C. Le cumul annuel moyen de précipitations est de 683 mm, avec 10,3 jours de précipitations en janvier et 7,6 jours en juillet. Pour la période 1991-2020, la température moyenne annuelle observée sur la station météorologique la plus proche, située sur la commune de Neuilly-sur-Marne à 3 km à vol d'oiseau, est de 12,3 °C et le cumul annuel moyen de précipitations est de 721,2 mm,. Pour l'avenir, les paramètres climatiques de la commune estimés pour 2050 selon différents scénarios d'émission de gaz à effet de serre sont consultables sur un site dédié publié par Météo-France en novembre 2022.
| Mois                                  | jan.           | fév.             | mars          | avril         | mai           | juin          | jui.          | août          | sep.          | oct.            | nov.            | déc.            | année     |
| ------------------------------------- | -------------- | ---------------- | ------------- | ------------- | ------------- | ------------- | ------------- | ------------- | ------------- | --------------- | --------------- | --------------- | --------- |
| Température minimale moyenne (°C)     | 2,1            | 1,9              | 4             | 6,2           | 9,8           | 13,1          | 15,1          | 14,7          | 11,2          | 8,5             | 5               | 2,6             | 7,8       |
| Température moyenne (°C)              | 4,9            | 5,4              | 8,5           | 11,5          | 15,1          | 18,4          | 20,7          | 20,4          | 16,6          | 12,7            | 8,1             | 5,4             | 12,3      |
| Température maximale moyenne (°C)     | 7,7            | 9                | 13,1          | 16,8          | 20,4          | 23,8          | 26,2          | 26,2          | 22            | 16,9            | 11,3            | 8,1             | 16,8      |
| Record de froid (°C) date du record   | −17 17.01.1985 | −12,5 08.02.1991 | −9,5 13.03.13 | −4,3 06.04.21 | −0,6 06.05.19 | 4 04.06.01    | 7,5 31.07.15  | 5 30.08.1986  | 1,5 30.09.18  | −4,5 30.10.1997 | −8,7 24.11.1998 | −8,9 29.12.1996 | −17 1985  |
| Record de chaleur (°C) date du record | 16,6 28.01.02  | 21,4 27.02.19    | 26,9 31.03.21 | 29,9 20.04.18 | 33,1 27.05.05 | 38,3 27.06.11 | 42,5 25.07.19 | 40,5 12.08.03 | 36,3 08.09.23 | 29,7 03.10.11   | 22,5 08.11.15   | 18 07.12.00     | 42,5 2019 |
| Précipitations (mm)                   | 57,7           | 50,6             | 51,5          | 50,2          | 72,4          | 62,4          | 64,4          | 60,4          | 52,2          | 60,5            | 62,8            | 76,1            | 721,2     |

## Urbanisme

### Typologie
Au 1er janvier 2024, Gournay-sur-Marne est catégorisée grand centre urbain, selon la nouvelle grille communale de densité à sept niveaux définie par l'Insee en 2022.
Elle appartient à l'unité urbaine de Paris, une agglomération inter-départementale regroupant 407  communes, dont elle est une commune de la banlieue,,. Par ailleurs la commune fait partie de l'aire d'attraction de Paris, dont elle est une commune du pôle principal,. Cette aire regroupe 1 929 communes,.

### Logement
En 2009, le nombre total de logements dans la commune était de 2 770, alors qu'il était de 2 487 en 1999.
Parmi ces logements, 93,7 % étaient des résidences principales, 0,7 % des résidences secondaires et 5,6 % des logements vacants. Ces logements étaient pour 73,1 % d'entre eux des maisons individuelles et pour 26,1 % des appartements.
La proportion des résidences principales, propriétés de leurs occupants était de 80,2 %, stable par rapport à 1999 (79,7 %). La part de logements HLM loués vides (logements sociaux) était de 4,0 % contre 0,7 % en 1999.

### Projets d'aménagements
La commune étant en carence de logement sociaux, elle est dans l'obligation d'en construire au moins 25 %. Néanmoins en vue du risque d'inondation important, certaines associations ont vu le jour afin d'éviter le "bétonnage de Gournay-sur-Marne".

## Voies de communication et transports

### Infrastructures routières
La commune est desservie par :

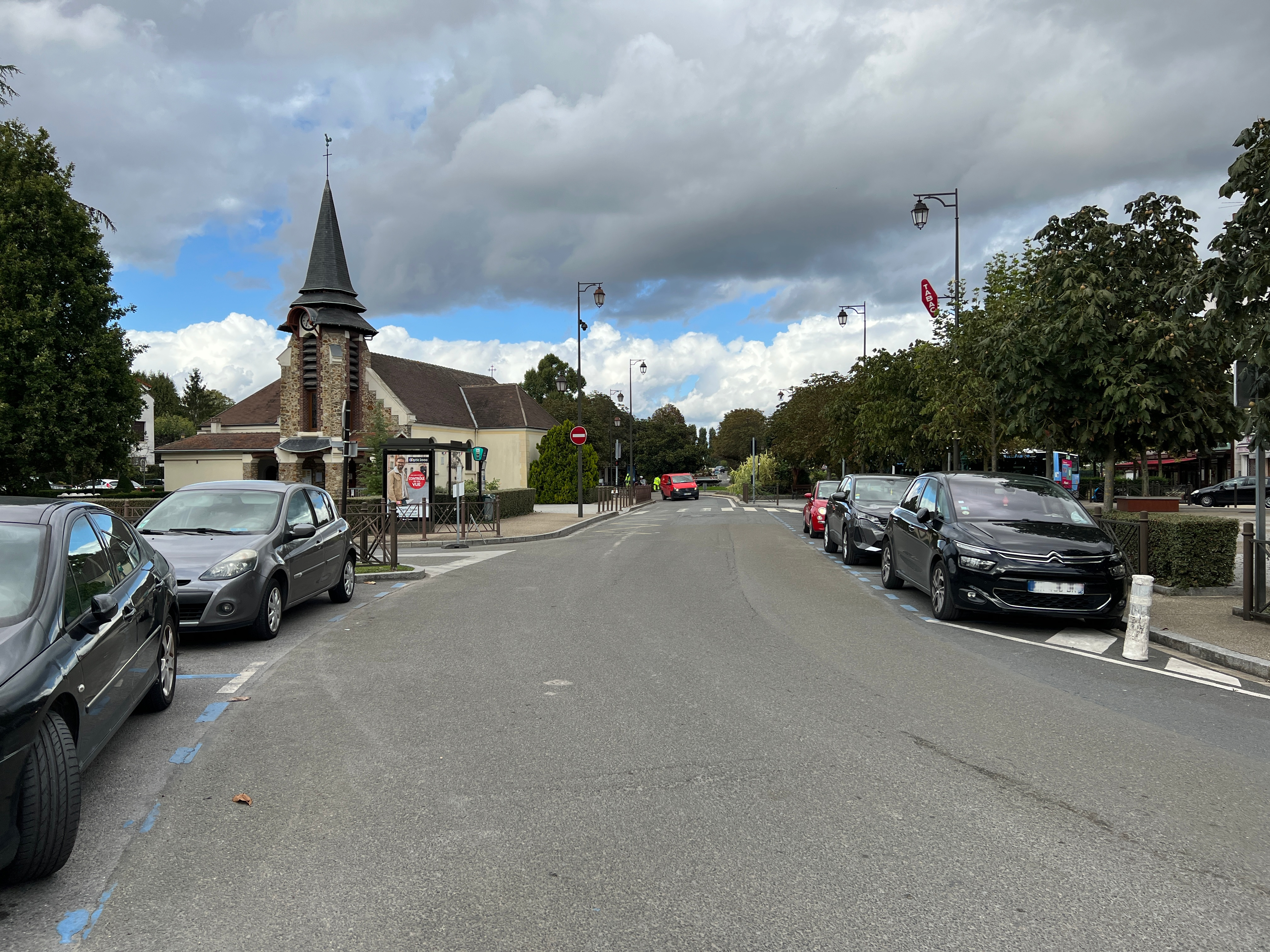
Avenue du Maréchal Joffre.

- la route départementale 104 (dite avenue du Maréchal Joffre, avenue Paul Doumer, avenue de Champs et avenue des Pyramides) qui traverse la commune du nord au sud ;
- la route départementale 226 (dite avenue de Champs et avenue Aristide Briand) ;
- la route nationale 34 ;

De plus, la commune se trouve à proximité de :
- l'autoroute 4 ;
- la route nationale 104 ;
- la route nationale 302 ;
- la route nationale 370 ;
- la route départementale 199 ;
- la route départementale 934.

### Infrastructures cyclables
Une piste cyclable de 800m a été réalisée en 2022 pour relier les 2 écoles du Château et des Pâquerettes.

### Voie fluviale
La commune est desservie par le Canal de Chelles longeant la Marne sur la rive droite, reliant Vaires-sur-Marne à Neuilly-sur-Marne sur une distance de 9,2 km. Il existe un port situé au sein de la zone Industrielle de Gournay-Sur-Marne géré par la société des Ports de Paris.

### Voie aérienne
À quelques kilomètres au nord de la commune, l'aérodrome de Chelles - Le Pin, situé à Chelles, effectue les liaisons entre certains aérodromes et aéroports français. Il se constitue de 2 pistes en herbe et d'un aéro-club.

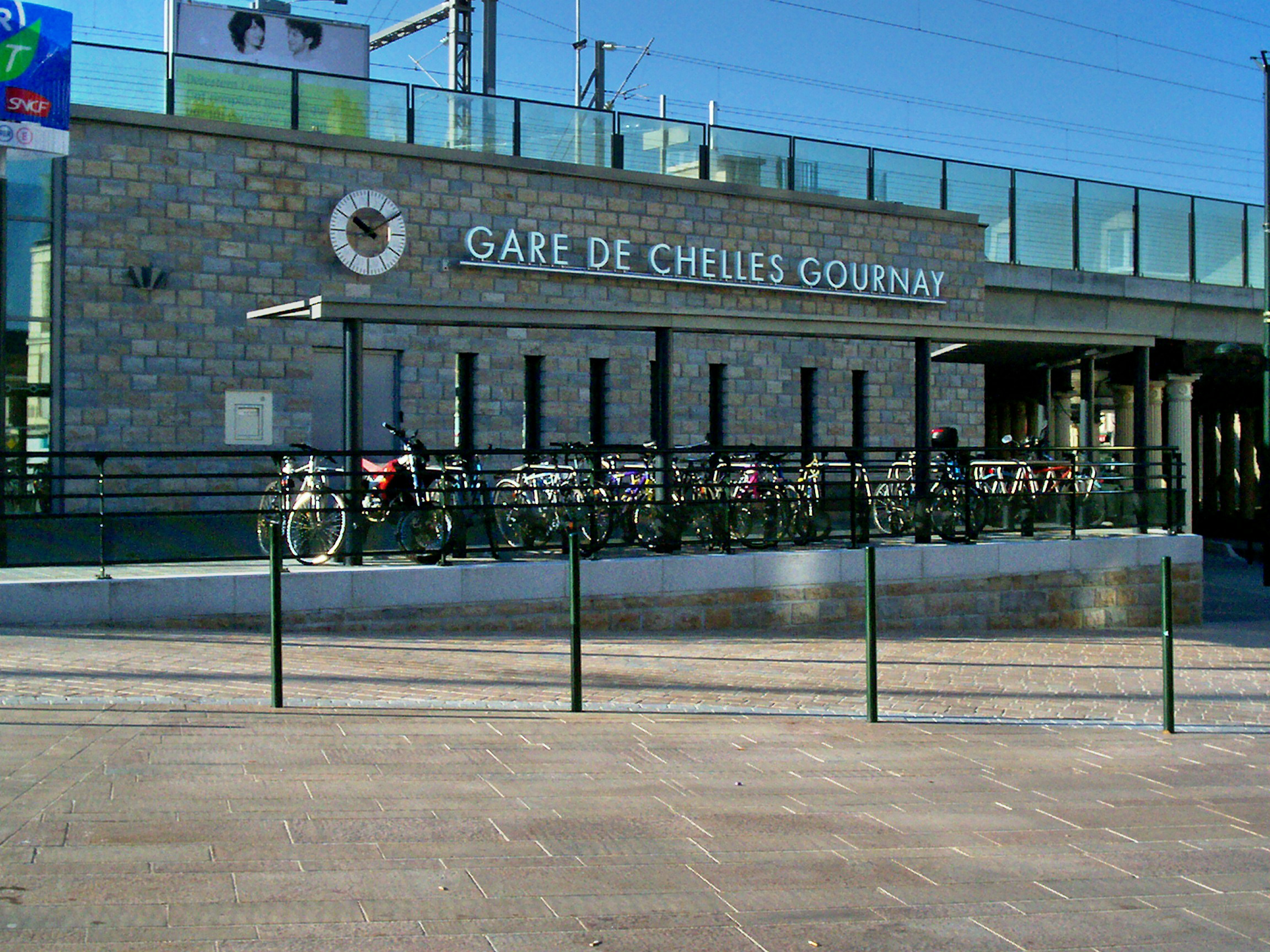
La Gare de Chelles - Gournay vue de la place Gasnier-Guy.

### Train
Le nom de la commune est porté par une gare de la ligne E du Réseau Express Régional, bien que située à plus d'un kilomètre de la limite nord de la commune : la gare de Chelles - Gournay. Cette dernière est le terminus Est de la ligne effectuant la relation avec la gare d'Haussmann - Saint-Lazare. Outre la ligne E du RER, la gare de Chelles - Gournay est également desservie par la ligne P du Transilien et offre ainsi des relations directes vers Paris-Est ou Meaux.
À 2,2 km au sud de la commune, la ligne A du Réseau Express Régional dessert la gare de Noisy - Champs, située à la limite des communes de Noisy-le-Grand et Champs-sur-Marne.

### Bus et cars
La commune est desservie, traversée ou située à proximité immédiate, du réseau Île-de-France Mobilités avec :
- les lignes 113, 213, 220 et 312 du réseau de bus RATP ;
- la ligne scolaire 20b du réseau de bus de Marne-la-Vallée, desservant l’ensemble scolaire Saint Laurent La Paix Notre Dame à Lagny-sur-Marne ;
- la ligne N23 et N34 du Noctilien.

### Projets

#### Bus Bords de Marne
À l’horizon 2030, la commune sera desservie par la nouvelle ligne Bus Bords de Marne, reliant la Gare du Val de Fontenay à la Gare de Chelles - Gournay. Elle est censée remplacer la ligne 113, sous forme de voie réservée aux bus, via l’ancienne route nationale 34.

#### Métro du Grand Paris express
À terme, la commune sera desservie par la nouvelle ligne 15 en gare de Noisy - Champs à l'horizon 2025, mais aussi par la nouvelle ligne 16 entre gare de Chelles et Noisy - Champs à l'horizon 2028. Deux ouvrages d’art servant de puits d’aération et de secours sont situés sur la commune : il s’agit de l’ouvrage Joffre situé au centre-ville, et l’ouvrage Maurice Gleize situé au sud de la commune.
Le prolongement de la ligne 11 jusqu'en gare de Noisy - Champs n'est plus prévu par absence de financement,. Il y a donc, désormais, aucune date d’ouverture annoncée, ni de budget. Les difficultés que rencontre la Société du Grand Paris Express, causées par manque de financements et pandémie de Covid-19, laissent penser à une ouverture plus tardive que les dates annoncées

## Toponymie

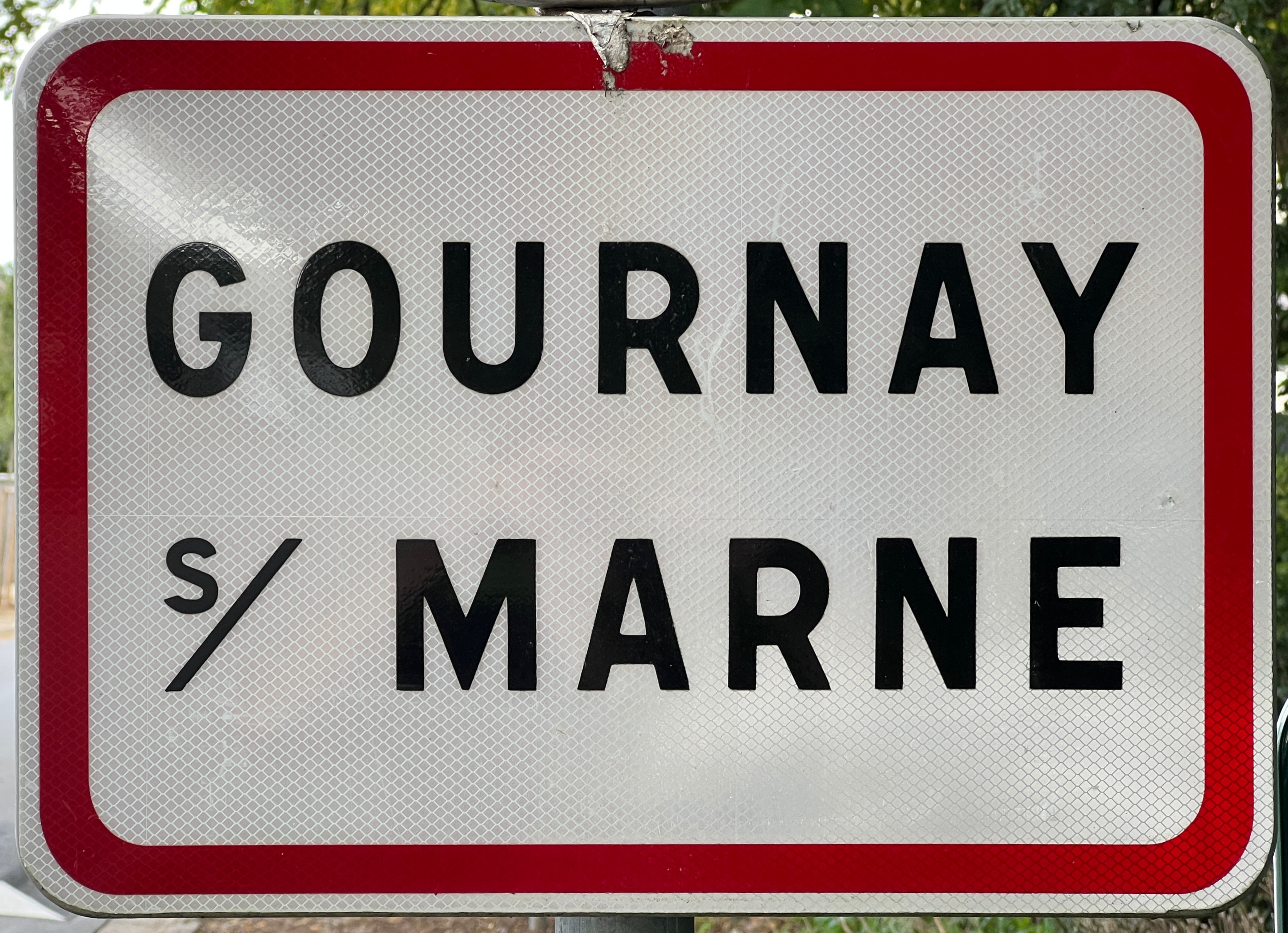
Panneau d'entrée de la ville près de la Marne au niveau de la rue des Prés de Noisy.

Gornaium en 1122, Gornaicum, Gornacum en 1119, Gornaii castrum en 1147,
Voir Gournay-sur-Aronde.

## Histoire

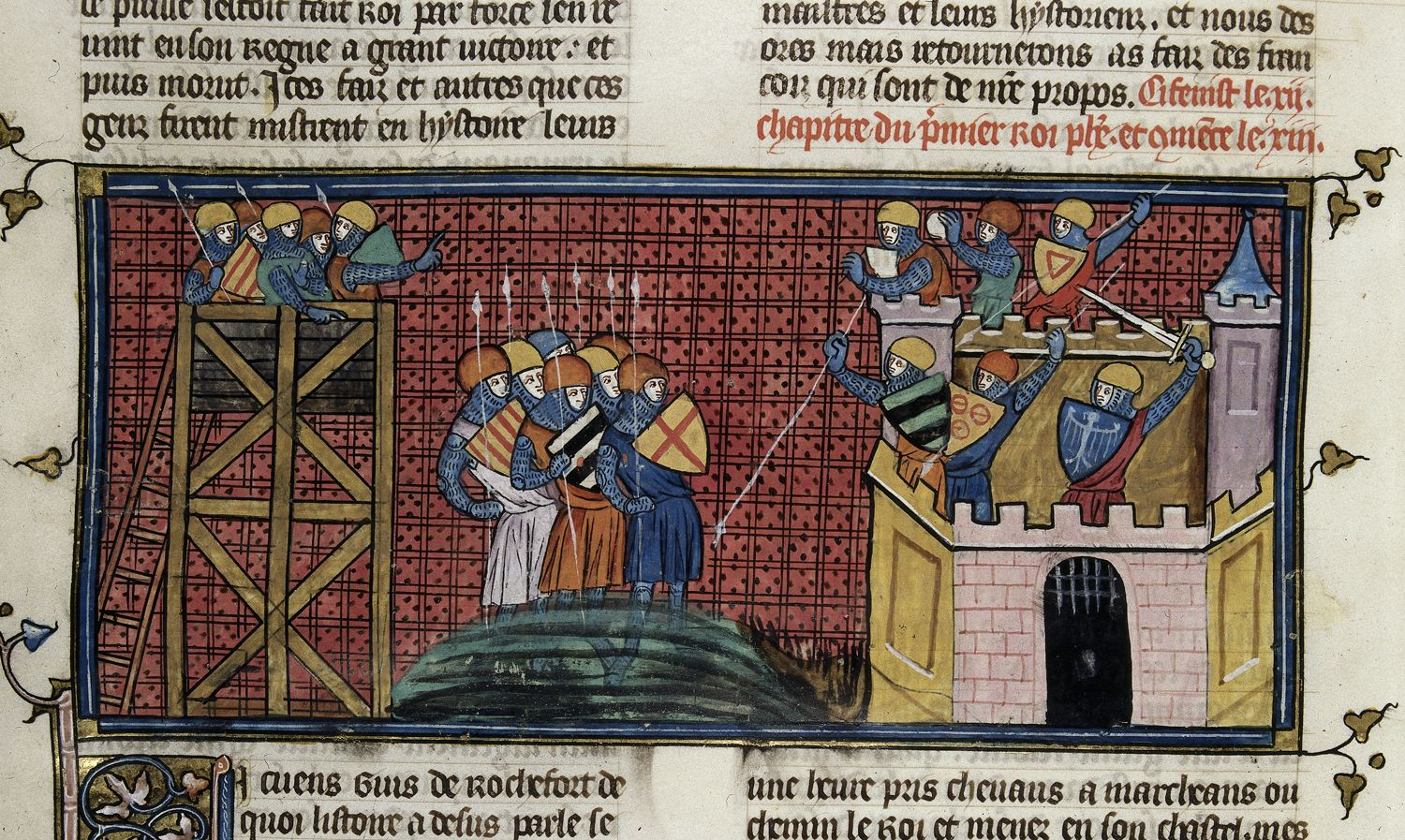
Siège de Gournay-sur-Marne en 1107 illustré par Mahiet dans Les Grandes chroniques de France.

La châtellenie royale de Gournay,, constituait un fief important dont dépendait la Queue-en-Brie ; le roi la confia aux Montlhéry-Rochefort : au XIe siècle, Gui Ier et sa femme Hodierne de Gometz, fondateurs du prieuré de Longpont en 1031, ont pour fils Guy le Rouge (vers 1055-1108), sénéchal de France, sire de Gournay où il fonde un prieuré (prieuré Notre-Dame) au tout début du XIIe siècle (vers 1100). Le fils de ce dernier, Hugues de Crécy (alias Guy de Pomponne), sénéchal de France à son tour, beau-frère du roi Louis VI le Gros (qui avait été le premier mari de Lucienne de Rochefort, sœur d'Hugues, vite répudiée en 1107), hérite de la châtellenie mais il est disgracié pour fait de révolte : Louis VI la lui retire en 1108 et la donne à son favori, un autre beau-frère d'Hugues, Anseau Ier de Garlande (vers 1069-1118), fils de Guillaume Ier de Garlande, sénéchal de France en 1108, mari d'une autre fille de Guy le Rouge, Agnès/Béatrice (Anseau avait peut-être déjà des droits sur Gournay par sa grand-mère paternelle, Eustache de Montlhéry). Leur fille Agnès de Garlande (vers 1112-1143), dame de Gournay, la Queue, Gometz, Rochefort, Croissy-en-Brie, épouse Amaury III de Montfort, et leur fille Agnès de Montfort, transmet Gournay, La Queue et Croissy à son mari Galéran IV (1104-1166), comte de Meulan. Par leur fils cadet Amaury Ier, les Meulan vont posséder Gournay, au moins en partie, jusqu'à Galéran II (fils d'Amaury II et petit-fils d'Amaury Ier) et sa petite-cousine Marguerite (une arrière-petite-fille d'Amaury Ier, fille de Guillaume II et petite-fille de Guillaume Ier de Meulan des Mureaux, ce dernier étant un frère cadet d'Amaury II ; elle épouse Jean II de Rouvray, d'où postérité), dans le premier tiers du XIVe siècle (pour La Queue-en-Brie, la possession des Meulan court jusque vers 1365).
En fait, dès le XIIe siècle, Gournay et la Queue connaissaient une autre présence seigneuriale, directement issue de la suzeraineté capétienne sur la châtellenie : Robert Ier (vers 1125-1188), comte de Dreux, seigneur de Brie-Comte-Robert et de Chilly, fils cadet de Louis VI, y exerce des droits (ainsi qu'à La Queue-en-Brie) qu'il devait sans doute à la faveur paternelle ou à son premier mariage avec Agnès de Garlande, veuve d'Amaury III de Montfort (cette première union du comte Robert n'est pas certaine, mais elle pourrait expliquer la dévolution de fiefs des Garlande, comme Gournay, Crécy-en-Brie, Torcy..., aux Dreux). Ces droits passent aux Dreux-Bretagne (Mauclerc, fils puîné de Robert II de Dreux, puisqu'on les retrouve chez la petite-fille de ce dernier, Alix de Bretagne (1243-1288 ; fille du duc Jean Ier), mariée à Jean Ier de Châtillon, mort vers 1280, comte de Blois et de Chartres : parents de Jeanne de Blois-Châtillon, † 1292, épouse de Pierre Ier (1251-1283), comte d'Alençon, fils de Louis IX, sans postérité survivante. On trouve ensuite la reine Jeanne d’Évreux (vers 1310-1371 ; dame de Brie-Comte-Robert et de Gournay ; femme de Charles IV le Bel, fille de Marguerite d'Artois, elle-même fille de Blanche de Bretagne, une fille du duc Jean II et une petite-fille du duc Jean Ier) : elle réunit apparemment l'ensemble de la seigneurie/châtellenie, car elle devait avoir hérité des droits héréditaires qu'on vient d'évoquer, mais acheta aussi Gournay en 1330 à Jean de Romeray à qui Gournay (probablement la part des Meulan) avait été vendu ; Gournay est alors engagé au sieur Le Picard, conseiller au Parlement. Leur fille Blanche de France (1328-1393) transmet à son mari Philippe, duc d'Orléans (1336-1375), frère cadet de Jean le Bon.
Le couple d'Orléans resté sans postérité, la Couronne hérite et Charles VI, petit-fils de Jean le Bon, donne Gournay avant 1385 à son chambellan Bureau de La Rivière, † 1400 ; il reçut aussi Crécy-en-Brie et Croissy-en-Brie. Puis Charles VII, fils de Charles VI, donne les revenus de la châtellenie à l’Écossais Thomas de Huston en 1437 et 1454, et Louis XI lui donne en 1466 le domaine de Torcy. Gournay, avec Gonesse et Crécy, échoit alors au comte de Dammartin (1408-1488), et après lui son fils Jean de Chabannes-Dammartin (mort vers 1503 ; neveu du Grand-maître Jacques de La Palice). On trouve ensuite comme sire de Gournay(-en-France) René Piquet de Bussy, mort avant 1529, sire de Lamorlaye par don de son cousin Jacques de Galles en 1522 (les comtes de Dammartin, dont les Chabannes-Dammartin, furent longtemps seigneurs de Lamorlaye, et c'est sans doute Jean de Chabannes qui vendit Lamorlaye à la famille de Galles après 1494 ; Gournay a probablement suivi le même sort, passant aux Galles puis aux Bussy). Dans la suite du XVIe siècle, François Ier puis ses successeurs engagent Gournay à Antoine du Bois, évêque de Béziers, environ de 1530 à 1534 ; à Nicolas Le Jay, maître des Comptes ; à Pierre du Griffon en mai 1556 ; G. Le Jars achète au roi en 1577 la tour seigneuriale, pour être démolie.
Une maladerie ou léproserie de Gournay est installée à Champs sur Marne.

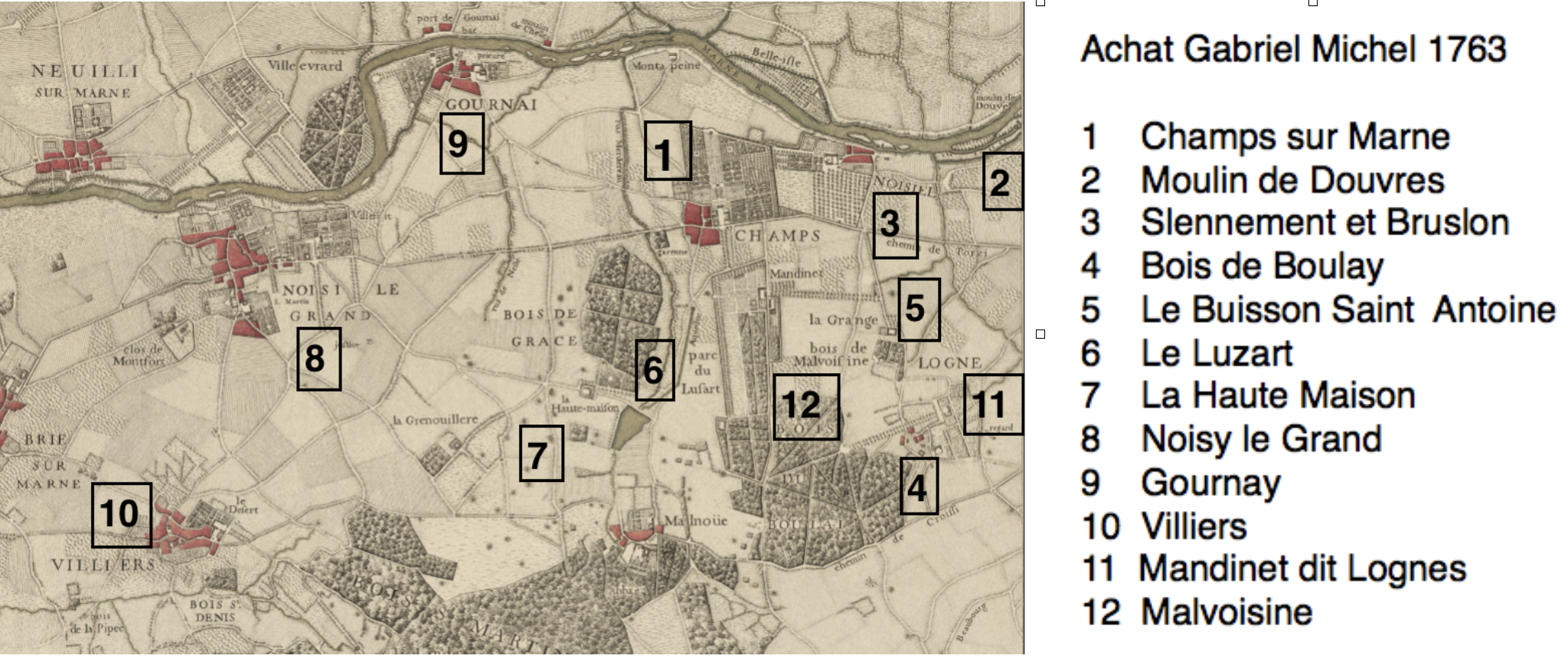

Gournay passe à la famille Lallemant/Alaman(t)/Alamand de Guépéan en janvier 1596. Jacques Pylle, conseiller du roi, maître des Comptes, est seigneur-châtelain de Gournay en 1633, et sa dalle tumulaire conservée en l'église Saint-Arnoult de Gournay est datée de 1638. Étienne Levassor, chevalier, secrétaire du roi, est seigneur-châtelain de Gournay : sa dalle est datée de 1663 ; en 1680, le seigneur Louis Ancelin (fils du maître d’hôtel du roi Étienne Ancelin, et de la nourrice de Louis XIV, Pierrette Dufour : donc frère de lait du Roi-Soleil) fait édifier le château de Gournay (l'actuel hôtel de ville, dominant la Marne) : Louis Ancelin était seigneur de Gournay du chef de sa femme Marie Levassor, fille d'Étienne, qui vendit en 1706/1720 Gournay au financier Paul Poisson de Bourvallais, seigneur de Champs en 1703. Puis Elisée de Court (1666-1752), vice-amiral, devint seigneur de Gournay. Également au XVIIIe siècle, le duc de La Vallière Louis-César est seigneur de Gournay en partie (seigneurie secondaire) et de Champs (alias la vicomté de Gournay, qu'il vend en 1763 à Gabriel Michel).
La Goulette de la Maréchale est l'endroit du passage des bateaux sur la rivière devant le château en 1694.
Gournay était le siège d’une prévôté royale, quartier général d’Henri IV qui y commanda le siège de Paris au temps de la Ligue. En mai 1592, Henri fit construire le fort de Pille-Badaud, ou Bride-Badaud, dans l'île de Gournay, pour mieux assiéger la capitale rebelle en entravant son ravitaillement.
En fait, Gournay a toujours été considéré comme le plus important lieu de passage de la Marne entre Lagny et Charenton. D’ailleurs jusqu’au XVIe siècle, le roi et les plus grands seigneurs se sont disputé sa possession, soit pour défendre Paris, soit pour l’attaquer. L’importance stratégique de Gournay-sur-Marne à travers les âges s’explique par la présence dans le lit de la Marne entre le vieux moulin de Chelles et l’actuelle mairie de Gournay-sur-Marne d’une plate-forme naturelle formant un gué d’environ un kilomètre et constituant le passage le plus propice en eau normale entre Lagny et Paris.
Gournay était réputée, dans l'entre-deux-guerres, pour ses guinguettes. Sa « plage naturelle » sur la Marne était recherchée par les Parisiens qui embarquaient au pont de Charenton pour se rendre au « Dauville parisien ».
Le quai de Chétivet et ses restaurants, hôtels, guinguettes, sur la rive droite de la Marne, le plus ancien établissement affichant « Fondé en 1780 ». Tram et train desservaient ce lieu de baignade et de divertissements.

## Politique et administration

### Rattachements administratifs et électoraux
Antérieurement à la loi du 10 juillet 1964, la commune faisait partie du département de Seine-et-Oise. La réorganisation de la région parisienne en 1964 fit que la commune appartient désormais au département de la Seine-Saint-Denis et à son arrondissement du Raincy après un transfert administratif effectif au 1er janvier 1968. Pour l'élection des députés, elle fait partie depuis 1988 de la douzième circonscription de la Seine-Saint-Denis.
Elle faisait partie de 1801 à 1882 du canton de Gonesse, année à laquelle elle est rattachée au canton du Raincy, puis, en 1964, au canton de Neuilly-Plaisance. Lors de la mise en place du département de la Seine-Saint-Denis, Gournay-sur-Marne rejoint le canton de Noisy-le-Grand, dont la composition n'a pas été modifié dans le cadre du redécoupage cantonal de 2014 en France.

### Intercommunalité

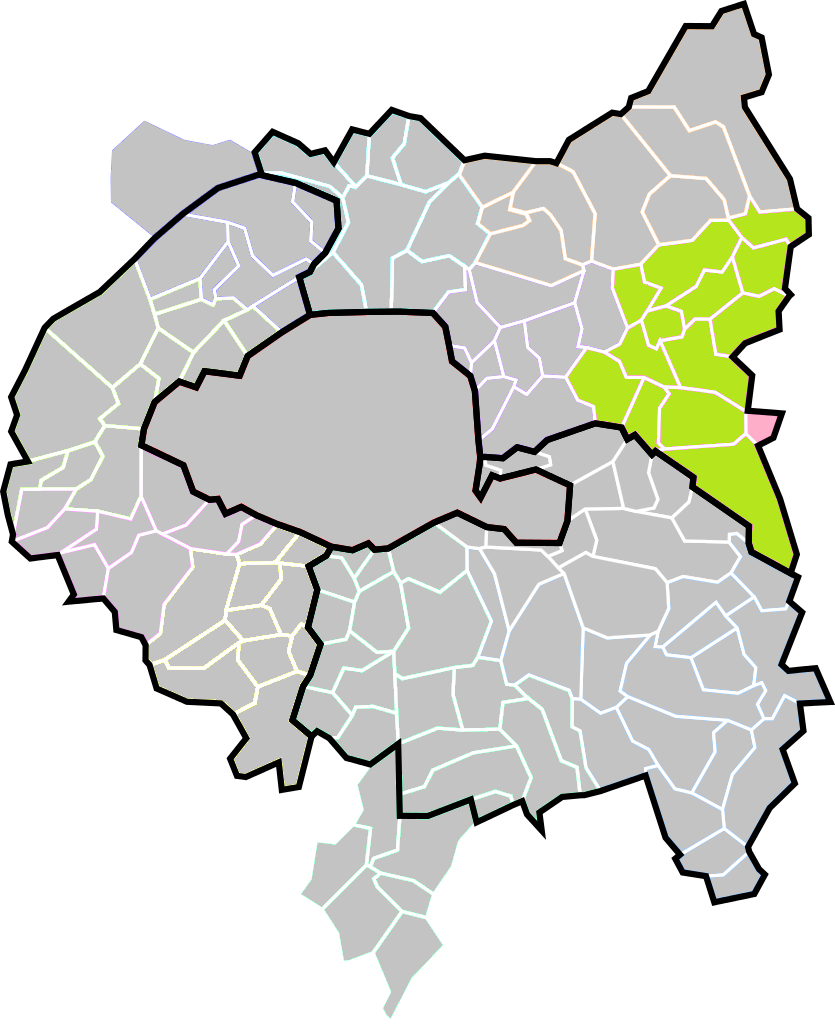
Gournay-sur-Marne au sein de l'établissement public territorial Grand Paris - Grand Est.

La commune avait adhéré en 2006 à l'association des collectivités territoriales de l'Est parisien (ACTEP), mais s'en est retirée en 2009.
Dans le cadre de la mise en œuvre de la volonté gouvernementale de favoriser le développement du centre de l'agglomération parisienne comme pôle mondial est créée, le 1er janvier 2016, la métropole du Grand Paris (MGP), dont la commune est membre, à laquelle la commune, qui n'était membre d'aucune intercommunalité, a été intégrée.
Dans le cadre de la mise en place de la métropole du Grand Paris, la loi portant nouvelle organisation territoriale de la République du 7 août 2015 (loi NOTRe) prévoit la création d'établissements publics territoriaux (EPT), qui regroupent l'ensemble des communes de la métropole à l'exception de Paris, et assurent des fonctions de proximité en matière de politique de la ville, d'équipements culturels, socioculturels, socio-éducatifs et sportifs, d'eau et assainissement, de gestion des déchets ménagers et d'action sociale.
La commune a donc également été intégrée le 1er janvier 2016 à l'établissement public territorial Grand Paris - Grand Est.

### Tendances politiques et résultats
| Année                                    | Année                                                         | Nom des candidats | Voix  | % Exprimés | Inscrits | Abstentions | Votants | Blancs | Nuls | Exprimés | Réf    |
| ---------------------------------------- | ------------------------------------------------------------- | ----------------- | ----- | ---------- | -------- | ----------- | ------- | ------ | ---- | -------- | ------ |
| Les données manquantes sont à compléter. |                                                               |                   |       |            |          |             |         |        |      |          |        |
| 1995                                     | Article connexe : Élection présidentielle française de 1995 . | Jacques Chirac    | 1 909 |            | 3 888    | 714         | 3 174   | 199    | 199  | 2 975    | [ 46 ] |
| 1995                                     | Article connexe : Élection présidentielle française de 1995 . | Lionel Jospin     | 1 066 |            | 3 888    | 714         | 3 174   | 199    | 199  | 2 975    | [ 46 ] |
| 2002                                     | Article connexe : Élection présidentielle française de 2002 . | Jacques Chirac    | 2 719 | 82,21%     | 3 937    | 552         | 3 385   | 142    | 142  | 3 243    | [ 47 ] |
| 2002                                     | Article connexe : Élection présidentielle française de 2002 . | Jean-Marie Le Pen | 524   | 17,79%     | 3 937    | 552         | 3 385   | 142    | 142  | 3 243    | [ 47 ] |
| 2007                                     | Article connexe : Élection présidentielle française de 2007 . | Nicolas Sarkozy   | 2 340 | 61,64      | 4 425    | 473         | 3 952   | 156    | 156  | 3 796    | [ 48 ] |
| 2007                                     | Article connexe : Élection présidentielle française de 2007 . | Ségolène Royal    | 1 456 | 38,36      | 4 425    | 473         | 3 952   | 156    | 156  | 3 796    | [ 48 ] |
| 2012                                     | Article connexe : Élection présidentielle française de 2012 . | François Hollande | 1 543 | 41,99%     | 4 461    | 616         | 3 845   | 170    | 170  | 3 675    | [ 49 ] |
| 2012                                     | Article connexe : Élection présidentielle française de 2012 . | Nicolas Sarkozy   | 2 132 | 58,01%     | 4 461    | 616         | 3 845   | 170    | 170  | 3 675    | [ 49 ] |
| 2017                                     | Article connexe : Élection présidentielle française de 2017 . | Emmanuel Macron   | 2 381 | 72,75%     | 4 715    | 1 039       | 3 676   | 321    | 82   | 3 273    | [ 50 ] |
| 2017                                     | Article connexe : Élection présidentielle française de 2017 . | Marine Le Pen     | 892   | 27,25%     | 4 715    | 1 039       | 3 676   | 321    | 82   | 3 273    | [ 50 ] |
| 2022                                     | Article connexe : Élection présidentielle française de 2022 . | Emmanuel Macron   | 2 232 | 68,74%     | 4 728    | 1 219       | 3 509   | 207    | 55   | 3 247    | [ 51 ] |
| 2022                                     | Article connexe : Élection présidentielle française de 2022 . | Marine Le Pen     | 1 015 | 31,26%     | 4 728    | 1 219       | 3 509   | 207    | 55   | 3 247    | [ 51 ] |

#### Élections municipales
Lors du second tour des élections municipales de 2014 dans la Seine-Saint-Denis, la liste DVD menée par le maire sortant Éric Schlegel a obtenu la majorité des suffrages exprimés, avec 1 337 voix (41,22 %, 21 conseillers municipaux élus), devançant les listes menées respectivement par :

- Franck Attal (UMP, 1 250 voix, 38,54 %, 5 conseillers municipaux élus) ;

- Jean-Pierre Calmette (UMP-UDI, 656 voix, 20,22 %, 3 élus).

Lors de ce scrutin, 29,28 % des électeurs se sont abstenus.
Lors du second tour des élections municipales de 2020 dans la Seine-Saint-Denis, la liste DVD menée par le maire sortant Éric Schlegel a obtenu la majorité absolue des suffrages exprimés, avec 1 179 voix (50,55 %, 22 conseillers municipaux élus dont 1 métropolitain), devançant les listes menées respectivement par : 

- Nicolas Sereno (DVD, 993 voix, 42,58 %, 6 conseillers municipaux élus)

- François Da Cunha (DVG, 160 voix, 6,86 %, 1 conseiller municipal élu).

Lors de ce scrutin, marqué par la pandémie de Covid-19 en France, 50,71 % des électeurs se sont abstenus.

### Jumelages

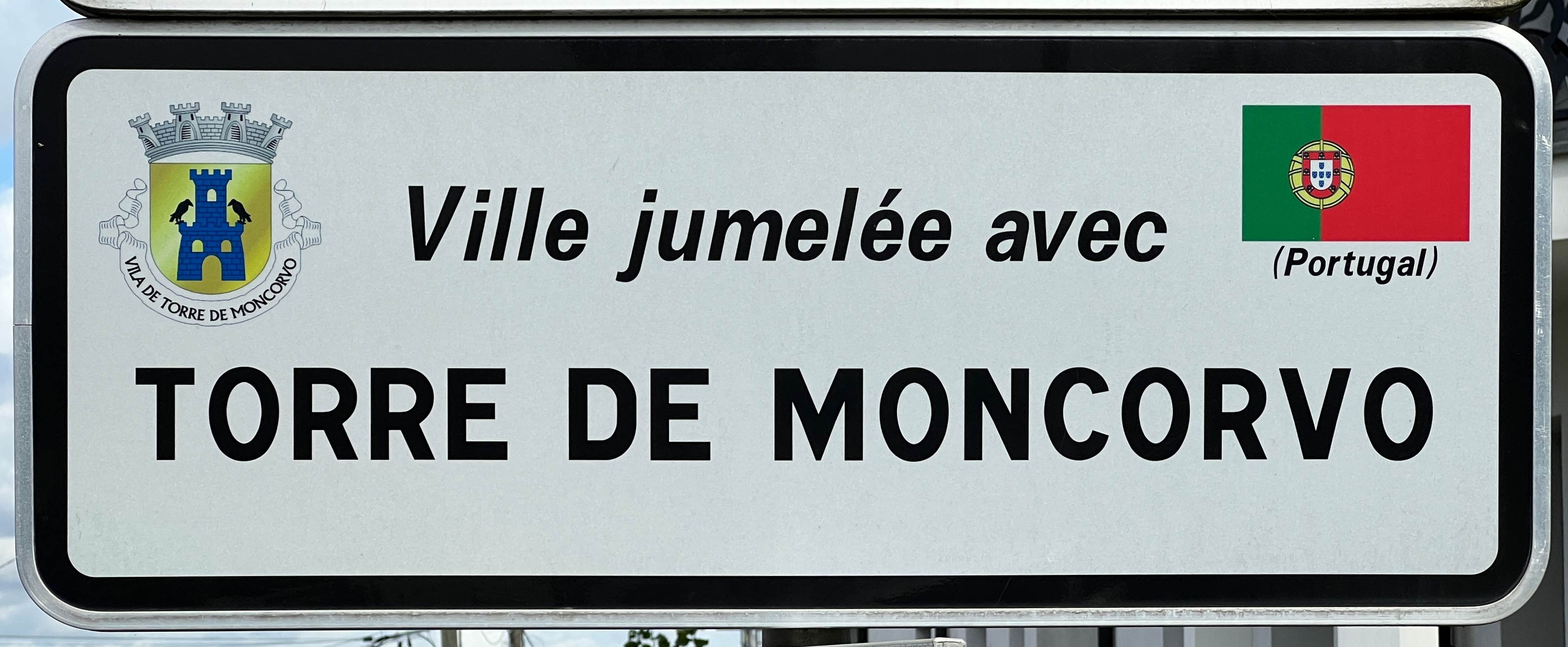
Panneau de jumelage avec Torre de Moncorvo.

Gournay-sur-Marne est jumelée avec la ville de Torre de Moncorvo au Portugal  depuis le 14 octobre 2017.

## Population et société

### Démographie
L'évolution du nombre d'habitants est connue à travers les recensements de la population effectués dans la commune depuis 1793. Pour les communes de moins de 10 000 habitants, une enquête de recensement portant sur toute la population est réalisée tous les cinq ans, les populations de référence des années intermédiaires étant quant à elles estimées par interpolation ou extrapolation. Pour la commune, le premier recensement exhaustif entrant dans le cadre du nouveau dispositif a été réalisé en 2008.

En 2022, la commune comptait 7 101 habitants, en évolution de +3,5 % par rapport à 2016 (Seine-Saint-Denis : +4,67 %, France hors Mayotte : +2,11 %).
| 1793 | 1800 | 1806 | 1821 | 1831 | 1836 | 1841 | 1846 | 1851 |
| ---- | ---- | ---- | ---- | ---- | ---- | ---- | ---- | ---- |
| 158  | 157  | 134  | 134  | 140  | 139  | 133  | 145  | 117  |

| 1856 | 1861 | 1866 | 1872 | 1876 | 1881 | 1886 | 1891 | 1896 |
| ---- | ---- | ---- | ---- | ---- | ---- | ---- | ---- | ---- |
| 122  | 113  | 125  | 126  | 135  | 142  | 225  | 244  | 282  |

| 1901 | 1906 | 1911 | 1921 | 1926 | 1931  | 1936  | 1946  | 1954  |
| ---- | ---- | ---- | ---- | ---- | ----- | ----- | ----- | ----- |
| 286  | 341  | 379  | 333  | 421  | 1 016 | 1 477 | 1 423 | 2 141 |

| 1962  | 1968  | 1975  | 1982  | 1990  | 1999  | 2006  | 2008  | 2013  |
| ----- | ----- | ----- | ----- | ----- | ----- | ----- | ----- | ----- |
| 3 218 | 3 922 | 4 285 | 4 220 | 5 486 | 5 925 | 6 163 | 6 229 | 6 663 |

| 2018  | 2022  | - | - | - | - | - | - | - |
| ----- | ----- | - | - | - | - | - | - | - |
| 6 878 | 7 101 | - | - | - | - | - | - | - |

### Enseignement
L'école maternelle du château est située parc de la mairie et l'école élémentaire "Les pâquerettes" se trouve 10 boulevard de Noisy-le-Grand.
Le collège Eugène Carrière au 7 rue Ernest Pecheux a été construit en 1971 et rénové en 1995.
Tous ces établissements sont publics.

### Sports

#### Équipements sportifs
Le complexe sportif Jean-Claude Bouttier est composé d’un terrain de football synthétique, d’une salle de danse, d’un dojo, d’une salle de musculation, d’un gymnase, d'une table de ping-pong, d'un city stade et de 3 terrains de tennis dont 2 couverts par une bulle l’hiver.

#### Associations sportives
Différents sports sont représentés par des associations locales : basket-ball, course à pied, cyclisme, football, judo, karaté, moto, randonnée, tennis, vo co truyen, volley ball.

## Économie

### Revenus de la population et fiscalité
En 2010, le revenu fiscal médian par ménage était de 45 860 €, ce qui plaçait Gournay-sur-Marne au 721e rang parmi les 31 525 communes de plus de 39 ménages en métropole. Gournay-sur-Marne était la commune où le revenu fiscal médian par ménage était le plus élevé du département de la Seine-Saint-Denis, devant Coubron (44 025 €), Le Raincy (38 204 €), Neuilly-Plaisance (35 319 €) et Gagny (34 357 €).

### Emploi
En 2009, la population âgée de 15 à 64 ans s'élevait à 4 284 personnes, parmi lesquelles on comptait 74,7 % d'actifs dont 70,0 % ayant un emploi et 4,7 % de chômeurs.
On comptait 1 016 emplois dans la zone d'emploi, contre 914 en 1999. Le nombre d'actifs ayant un emploi résidant dans la zone d'emploi étant de 1 023, l'indicateur de concentration d'emploi est de 33,6 %, ce qui signifie que la zone d'emploi offre seulement un emploi pour trois habitants actifs.

### Entreprises et commerces
Au 31 décembre 2010, Gournay-sur-Marne comptait 447 établissements : aucun dans l’agriculture-sylviculture-pêche, 23 dans l'industrie, 46 dans la construction, 325 dans le commerce-transports-services divers et 53 étaient relatifs au secteur administratif.
En 2011, 48 entreprises ont été créées à Gournay-sur-Marne, dont 35 par des autoentrepreneurs.

## Culture locale et patrimoine

### Lieux et monuments
Le château est le seul monument protégé aux monuments historiques, son inscription date du 16 octobre 1945 et accueille aujourd'hui les services de la mairie. Dans le parc du château, on y trouve deux pigeonniers.
L'église Saint-Arnoult date du XVIIIe siècle. Auparavant située dans le parc du château, elle dut être déplacée à la suite de l'agrandissement et de l'aménagement de ce parc. À l'intérieur du bâtiment se trouvent trois dalles funéraires datées de 1638, 1663 et 1752, inscrites au monuments historiques au titre objet depuis le 9 octobre 1978,,.
Auparavant, un ensemble de sculptures en pierre, vestiges du prieuré Notre-Dame de Gournay-sur-Marne, classé au titre objet aux monuments historiques depuis le 14 août 1985, y était exposé. Pour cause de détérioration volontaire et de vol, elles sont désormais visibles depuis le musée Eugène-Carrière.
Accolé à l'église, un monument honore les enfants de la commune tués au combat. La ville dispose de deux cimetières : le cimetière ancien et le cimetière nouveau.
Sur la place Charles-de-Gaulle se trouve un monument en l'honneur du président français.

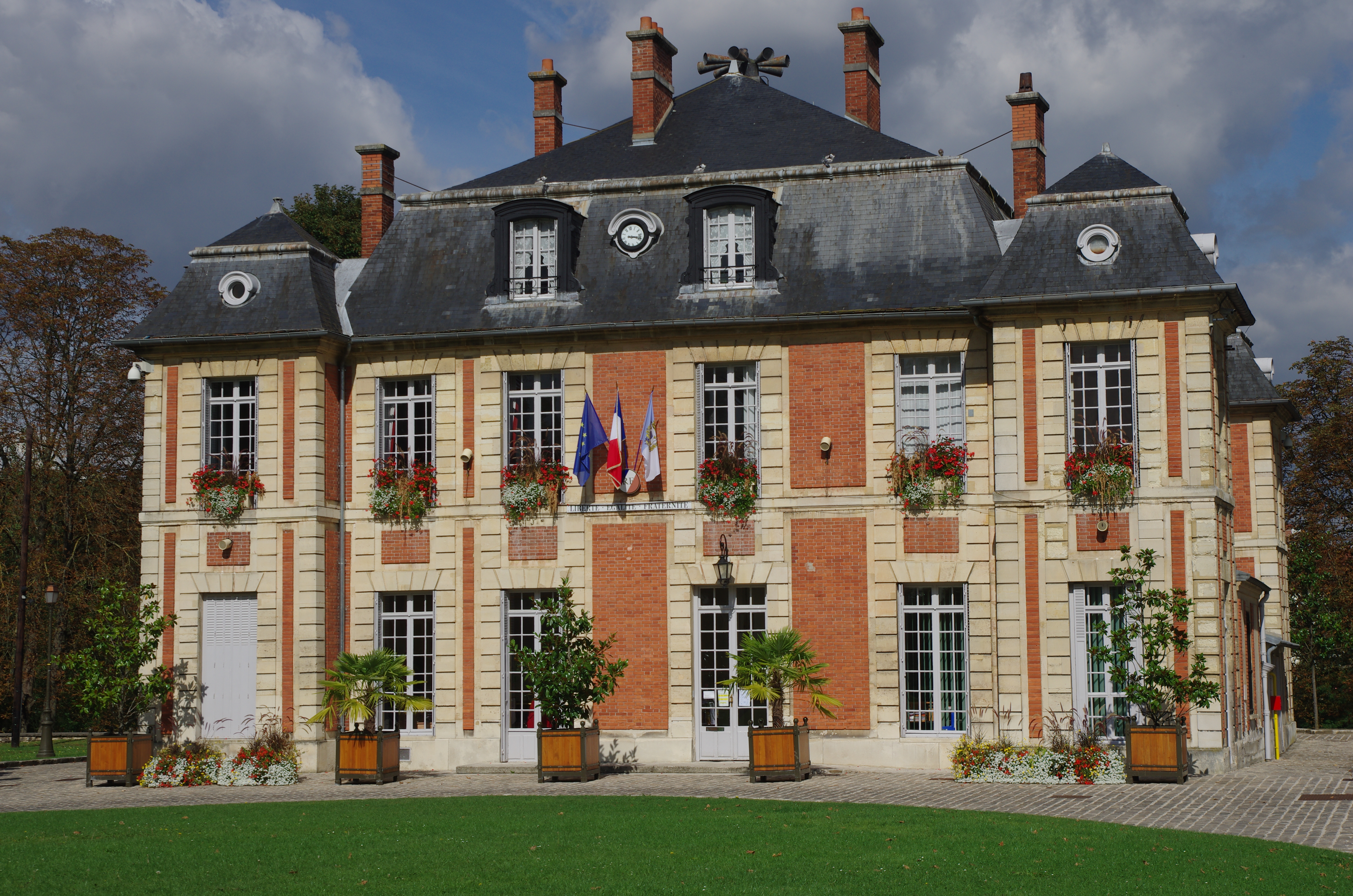
Château (mairie)
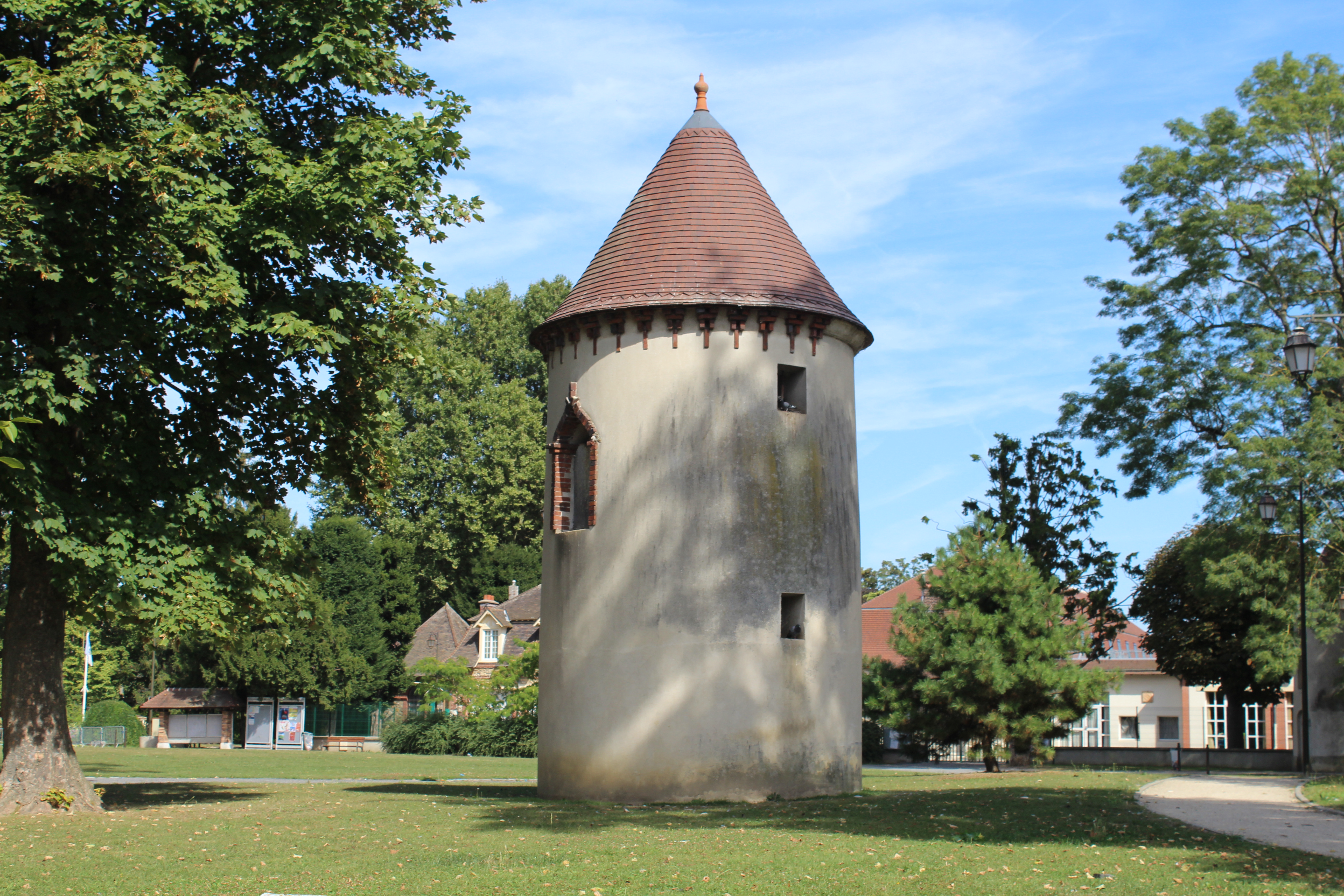
Au premier plan, le pigeonnier ouest du parc et au fond à droite, le pigeonnier est.
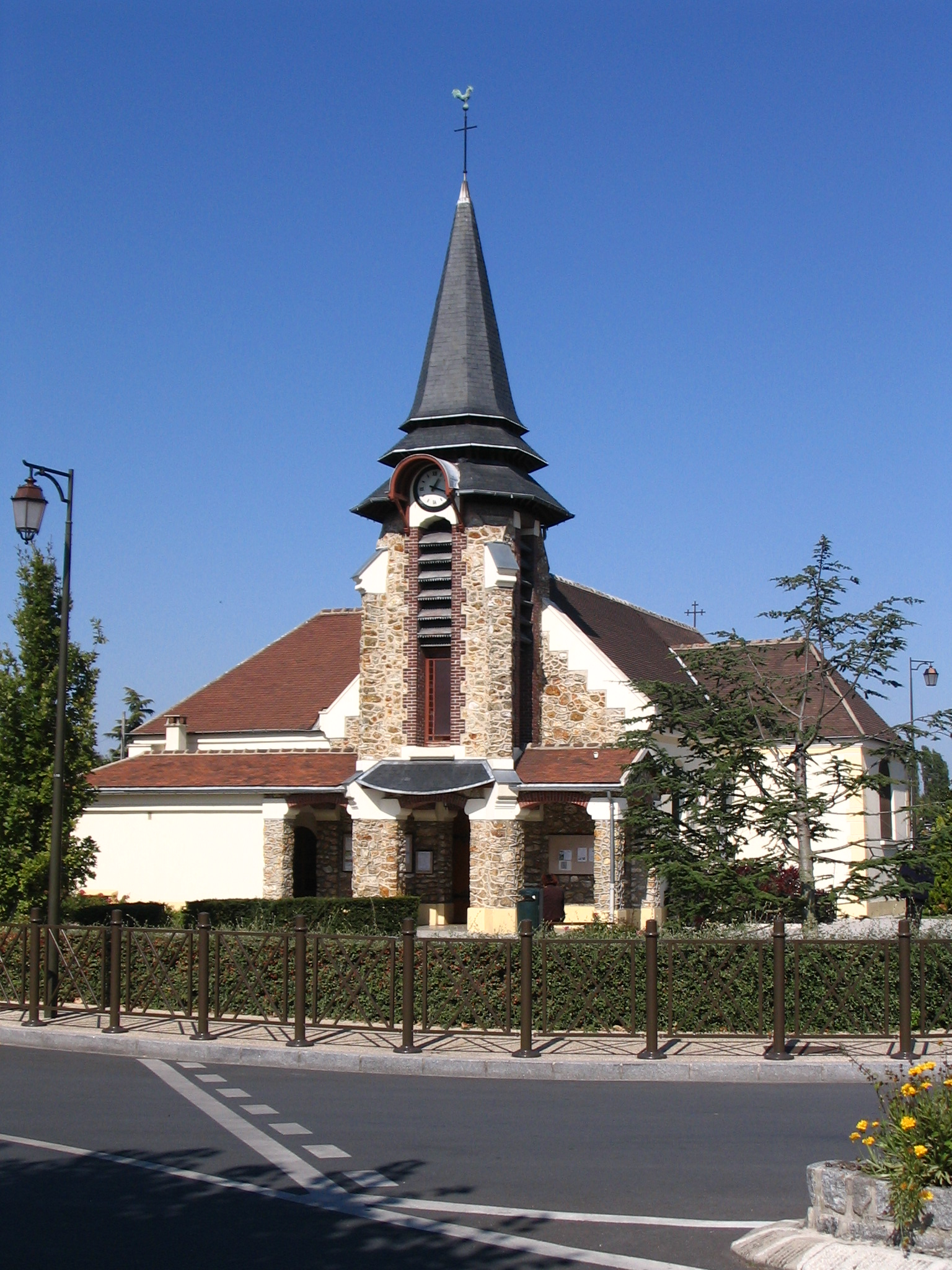
Église Saint-Arnoult.
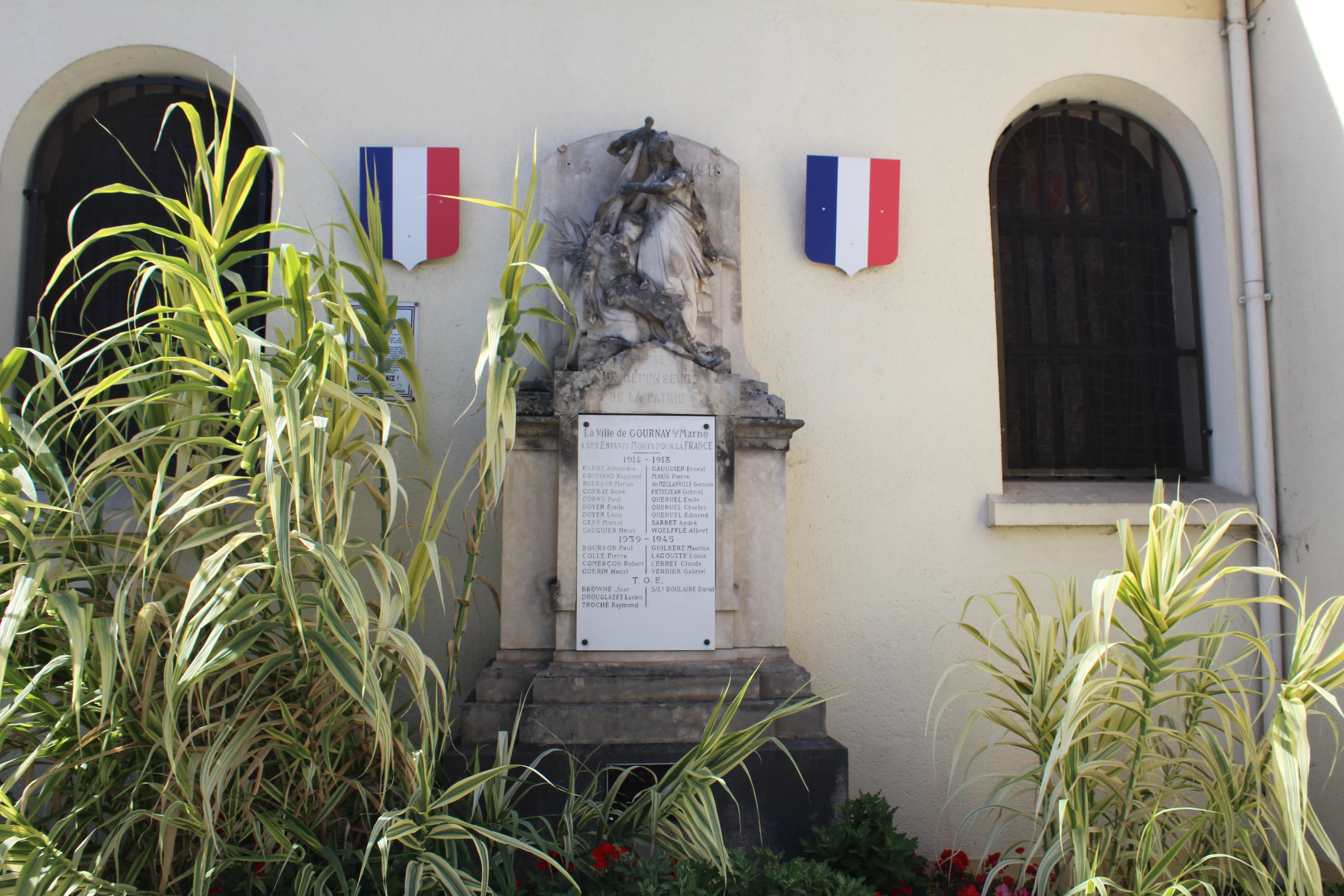
Monument aux morts.
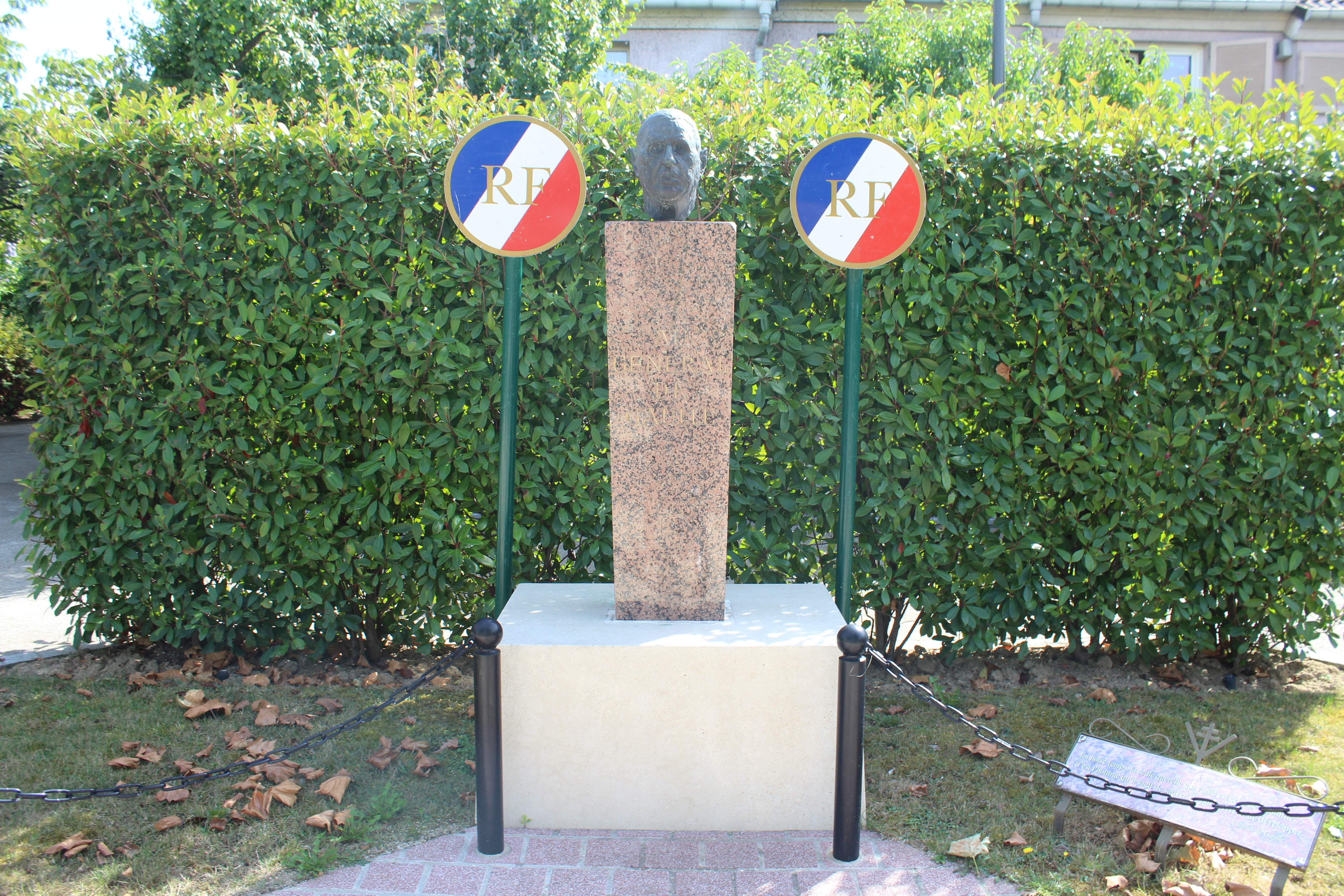
Monument De Gaulle.

### Personnalités liées à la commune
- Anseau de Garlande (vers 1069 - 1118), sénéchal de France.
- Hector Malot (1830-1907) et son voyage balade aux bords de Marne à Gournay, publication dans le Journal Le Siècle du 25 Juin 1875 (cf..
- Alain Vanzo (1928-2002), ténor à l'Opéra de Paris, qui vécut et est enterré à Gournay-sur-Marne.
- Claude-Élisée de Court de La Bruyère, officier de marine français des XVIIe et XVIIIe siècles, mort à Gournay-sur-Marne le 19 août 1752.
- Eugène Carrière, peintre, né à Gournay-sur-Marne le 16 janvier 1849.
- Jean-Claude Bouttier, (1944-2019), boxeur français ayant vécu à Gournay-sur-Marne. Il est retrouvé mort à son domicile puis enterré au cimetière ancien de Gournay-sur-Marne.
- Jean Népomucène Hermann Nast, fabricant de porcelaine autrichien naturalisé français, maire de Gournay de 1808 jusqu'à sa mort en 1816.
- Maurice Gleize, résistant et poète - accueilli en mai 1971 à son domicile de Gournay-sur-Marne une réunion de cinq personnalités de l'opposition tchécoslovaque après la répression qui suivit la fin du « Printemps de Prague. Une place de la commune est inaugurée en son nom le 11 novembre 2008.
- Thérèse Lemoine-Lagron, peintre aquarelliste née le 23 août 1891 à Gournay-sur-Marne.
- Marceau Verschueren dit V. Marceau (1902-1990), compositeur et accordéoniste, qui vécut et est enterré à Gournay-sur-Marne.

### Espaces verts et fleurissement
En 2014, la commune de Gournay-sur-Marne a bénéficié du label « ville fleurie » avec « deux fleurs » attribuée par le Conseil national des villes et villages fleuris de France au concours des villes et villages fleuris. Depuis, la commune n’est plus représentée par le label.

### Héraldique, logotype et devise

#### Héraldique

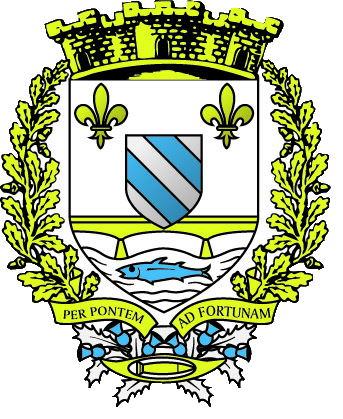
Blason officiel de la ville de Gournay-sur-Marne.

D’azur au pont d’or posé sur une champagne ondée d’argent chargée d’un poisson d’azur, le pont surmonté d’un écu posé en abîme d’argent à deux bandes d’azur accompagné en chef de deux fleurs de lys d’or.
L’écu timbré de la couronne murale à trois tours crénelées d’or, maçonnée et ouverte de sable, est soutenu par deux branches de chêne d’or, retenant un listel aussi d’or chargé de la devise « PER PONTEM AD FORTUNAM » en lettres romaines de sable et issant de chardons d’argent fleuris d’azur, posés en pointe, et d’une navette d’or brochant sur le tout.
Blason- Les deux fleurs de lys marquant le siège d’une ancienne prévôté royale et aussi son appartenance à l'Île-de-France l’écu posé en abîme est aux armes de Jacques PYLLE, l’un des seigneurs de Gournay ; le pont évoque le pont de Gournay-sur-Marne, et le poisson concrétise cet affluent, très poissonneux.

#### Identité

Logo de la ville de 2014 à 2020.
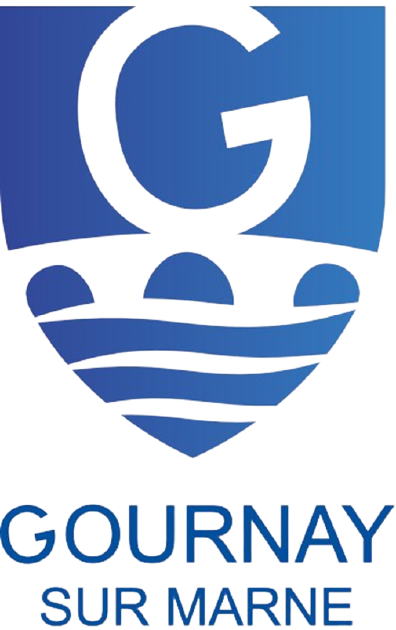
Logo de la ville depuis 2020.
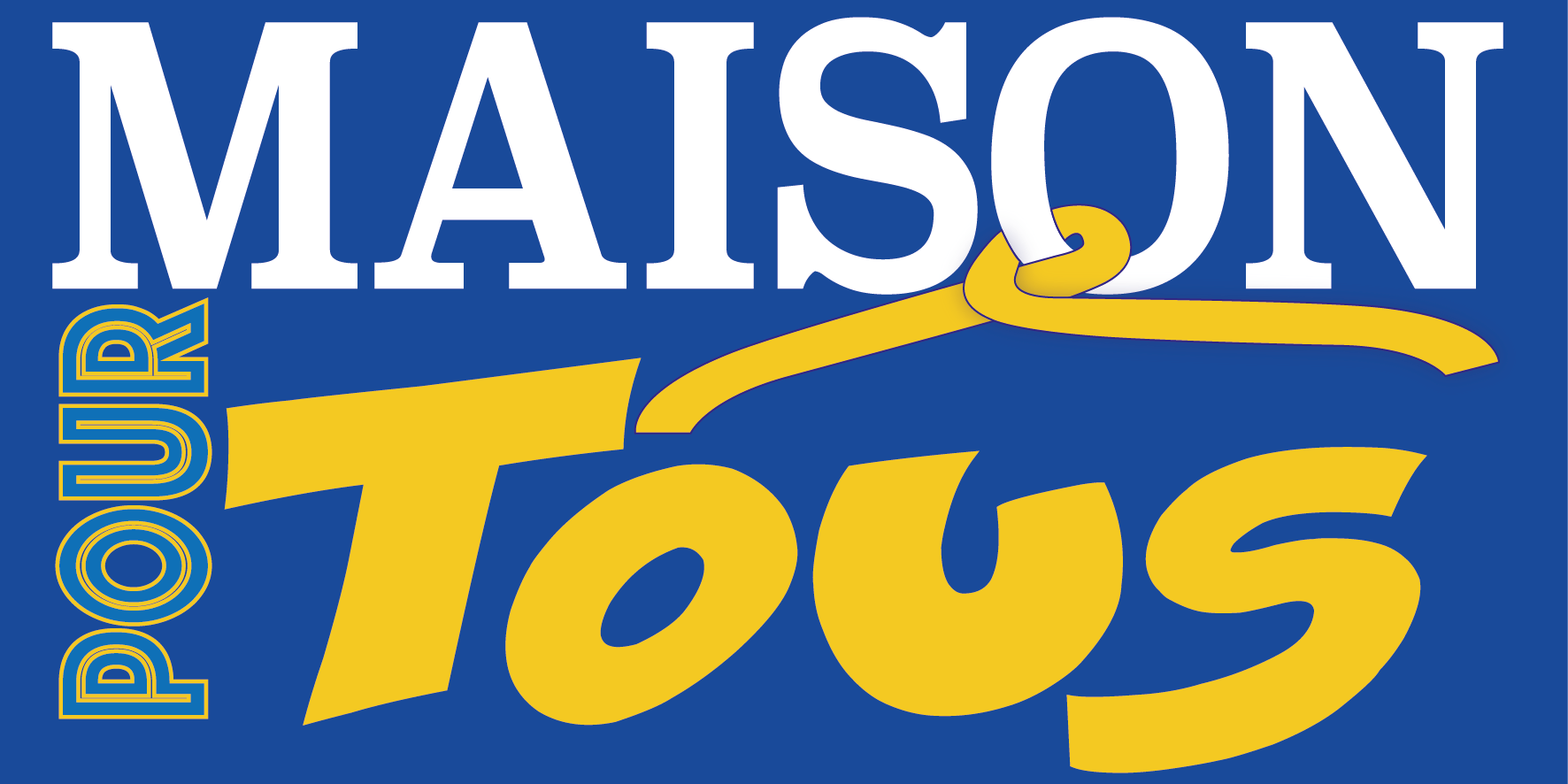
Logo de la Maison pour Tous de Gournay-sur-Marne.

### Expression
"Passer le pont de Gournay" : se livrer à la débauche.